# Al Marj (distrikt)
Al Marj (arabiska: المرج) är ett av Libyens tjugotvå distrikt (shabiyah). Den administrativa huvudorten är Al Marj. Distriktet gränsar mot Medelhavet och distrikten Benghazi, Al Jabal al Akhdar och Al Wahat.  